# Mezzi Andreossi
Mezzi Andreossi   (Sankt Moritz, 30 de juny de 1897 - Sankt Moritz, 28 de setembre de 1958) va ser un jugador d'hoquei sobre gel suís que va competir durant les dècades de 1920 i 1930. Era germà del també jugador d'hoquei sobre gel Giannin i Zacchi Andreossi. Plegats jugaren amb la selecció suïssa, sent la primera vegada que tres germans jugaven alhora en qualsevol selecció nacional d'hoquei sobre gel.
El 1928 va prendre part en els Jocs Olímpics de Sankt Moritz, on guanyà la medalla de bronze en la competició d'hoquei sobre gel.
Amb l'EHC St. Moritz, amb qui jugà entre 1921 i 1933, guanyà la lliga suïssa el 1922, 1923 i 1928. Amb la selecció suïssa també guanyà l'or al Campionat d'Europa de 1926 i el bronze als de 1922 i 1924.